# Zlatá liga 2004
Zlatá liga 2004 – 7. edice cyklu lehkoatletických mítinku Zlatá liga se uskutečnila od 11. června do 12. září roku 2004. Pro atlety a atletky kteří zvítězili ve všech šesti závodech byla vypsána prémie 1 milionu dolarů. V šesti závodech to dokázali: Christian Olsson a Tonique Williams-Darling. 

## Mítink
| Datum        | Závod                | Stadion                 | Město  |
| ------------ | -------------------- | ----------------------- | ------ |
| 11. červen   | Bislett Games        | Bislett Stadion         | Oslo   |
| 2. červenec  | Golden Gala          | Stadio Olimpico         | Řím    |
| 23. červenec | Meeting de Paris     | Stade de France         | Paříž  |
| 19. srpen    | Weltklasse Zürich    | Letzigrund              | Curych |
| 3. září      | Memoriál Van Dammeho | Stadion krále Baudouina | Brusel |
| 12. září     | ISTAF                | Olympiastadion Berlín   | Berlín |

## Výsledky
| Disciplína      | Norsko                   | Itálie                   | Francie                  | Švýcarsko                | Belgie                   | Německo                  |
| --------------- | ------------------------ | ------------------------ | ------------------------ | ------------------------ | ------------------------ | ------------------------ |
| Muži            |                          |                          |                          |                          |                          |                          |
| 200 m           | Shawn Crawford           | Stéphane Buckland        | Francis Obikwelu         | Bernard Williams         | Frankie Fredericks       | Asafa Powell             |
| 800 m           | Jurij Borzakovskij       | Wilson Kipketer          | William Yiampoy          | Wilfred Bungei           | Wilfred Bungei           | Yusuf Saad Kamel         |
| 1 500 m         | Bernard Lagat            | Rašíd Ramzí              | Bernard Lagat            | Bernard Lagat            | Timothy Kiptanui         | John Korir               |
| 400 m překážek  | Félix Sánchez            | Félix Sánchez            | Félix Sánchez            | Félix Sánchez            | Bayano Kamani            | Bayano Kamani            |
| Trojskok        | Christian Olsson         | Christian Olsson         | Christian Olsson         | Christian Olsson         | Christian Olsson         | Christian Olsson         |
| Hod diskem      | Virgilijus Alekna        | Virgilijus Alekna        | Virgilijus Alekna        | Róbert Fazekas           | Virgilijus Alekna        | Virgilijus Alekna        |
| Ženy            |                          |                          |                          |                          |                          |                          |
| 100 m           | LaTasha Colander         | Julija Něstěrenková      | Christine Arronová       | Christine Arronová       | Aleen Baileyová          | Debbie Fergusonová       |
| 400 m           | Tonique Williams-Darling | Tonique Williams-Darling | Tonique Williams-Darling | Tonique Williams-Darling | Tonique Williams-Darling | Tonique Williams-Darling |
| 1 500 m         | Iryna Liščynská          | Olga Jegorovová          | Judit Varga              | Wioletta Janowska        | Tatyana Tomashova        | Tatyana Tomashova        |
| 3 000 m 5 000 m | Elvan Abeylegesseová     | Ejegayehu Dibabaová      | Isabella Ochichiová      | Edith Masai              | Edith Masai              | Berhane Adereová         |
| 100 m překážek  | Gail Deversová           | Glory Alozieová          | Perdita Felicienová      | Perdita Felicienová      | Mariya Koroteyeva        | Joanna Hayesová          |
| Skok vysoký     | Hestrie Cloete           | Hestrie Cloete           | Hestrie Cloete           | Hestrie Cloete           | Jelena Slesarenková      | Jelena Slesarenková      |